# Judith Andre
Judith Andre és una filòsofa professora (retirada) i teòrica de la virtut.
André va obtenir el seu doctorat en la Universitat Estatal de Michigan el 1979 i ha impartit cursos sobre qüestions ètiques mundials de salut pública, l'ètica i el desenvolupament, el benestar animal, i la teoria de la virtut en l'Old Dominion University i la Universitat Estatal de Michigan abans de retirar-se. El treball de la Dra. Andre se centra en els problemes ètics provocats per la globalització

## Premis[1]
- Rockefeller Fellowship (1990)
- Outstanding University Woman Faculty Award atorgat per la Faculty-Professional Women's Association at Michigan State University.